# Maurizio Pozzi (Musiker)/Diskografie
Diese Diskografie ist eine Übersicht über die musikalischen Werke des Schweizer Musikers Maurizio Pozzi, der insbesondere unter dem Künstlernamen Maury, anfangs auch als Morris oder Angel, bekannt ist. Zu seinen größten Erfolgen gehört das Lied Ma chérie, bei dem er als Sänger und Songwriter mit DJ Antoine mitwirkte. Großen Erfolg hat er zudem als Gastsänger für die House-DJs B-Case, Manian und Mike Candys. Maury produziert und singt außerdem regelmäßig die Hymne der Street Parade. Als Songwriter arbeitet er ebenfalls für bekannte DJs wie Mr. Da-Nos und Remady.

## Alben

### Studioalben
| Jahr | Titel Musiklabel              | Anmerkungen                             |
| ---- | ----------------------------- | --------------------------------------- |
| 2005 | All We Need Morris Songs      | Erstveröffentlichung: 16. Februar 2007  |
| 2008 | Ohwellalright Universal Music | Erstveröffentlichung: 14. November 2008 |

## Singles

### Als Leadmusiker
| Jahr | Titel Album                                                  | Höchstplatzierung, Gesamtwochen, AuszeichnungChartplatzierungen (Jahr, Titel, Album, Platzierungen, Wochen, Auszeichnungen, Anmerkungen) | Höchstplatzierung, Gesamtwochen, AuszeichnungChartplatzierungen (Jahr, Titel, Album, Platzierungen, Wochen, Auszeichnungen, Anmerkungen) | Höchstplatzierung, Gesamtwochen, AuszeichnungChartplatzierungen (Jahr, Titel, Album, Platzierungen, Wochen, Auszeichnungen, Anmerkungen) | Anmerkungen |
| Jahr | Titel Album                                                  | DE | AT | CH | Anmerkungen |
| ---- | ------------------------------------------------------------ | --- | --- | --- | --- |
| 1999 | No ReligionSKPV Epicenter                                    | — | — | CH48 (1 Wo.)CH | Erstveröffentlichung: 21. März 2005 mit No Religion                                                                 |
| 2005 | All We NeedSKPV The Black Album                              | DE84 (3 Wo.)DE | — | CH40 (9 Wo.)CH | Erstveröffentlichung: 21. März 2005 mit DJ Antoine                                                                  |
| 2005 | Today is TomorrowSKPV Street Parade 2005                     | — | — | CH10 (17 Wo.)CH | Erstveröffentlichung: 23. Juni 2005 mit DJ Tatana                                                                   |
| 2005 | Shattered Dreams Fashion                                     | — | — | CH38 (6 Wo.)CH | Erstveröffentlichung: 22. August 2005 mit Jaybee                                                                    |
| 2005 | I Wanna KnowSKV The Best Is Yet To Come                      | — | — | CH39 (6 Wo.)CH | Erstveröffentlichung: 2. Dezember 2005                                                                              |
| 2007 | RespectSKPV Street Parade 2007                               | — | — | CH28 (9 Wo.)CH | Erstveröffentlichung: 8. Juni 2007                                                                                  |
| 2008 | ApologizePV Stop!                                            | — | — | CH16 (11 Wo.)CH | Erstveröffentlichung: 4. Juli 2008 mit DJ Antoine                                                                   |
| 2008 | Hearts of GoldSKPV Ohwellalright                             | — | — | CH41 (4 Wo.)CH | Erstveröffentlichung: 31. Juli 2008                                                                                 |
| 2010 | Ma chérieSKPV 2010 / Welcome to DJ Antoine, Sky Is the Limit | DE6 Platin · (58 Wo.)DE | AT2 (66 Wo.)AT | CH2 ×4Vierfachplatin · (99 Wo.)CH | Erstveröffentlichung: 23. Mai 2010 Verkäufe: + 420.000 mit DJ Antoine vs. Mad Mark feat. The Beat Shakers & Pitbull |
| 2011 | Calling for LoveSKPV Street Parade 2011                      | — | — | CH23 (4 Wo.)CH | Erstveröffentlichung: 21. August 2011 mit Mr. Da-Nos                                                                |
| 2011 | BroadwaySKPV Welcome to DJ Antoine                           | DE94 (2 Wo.)DE | — | — | Erstveröffentlichung: 19. September 2011 mit DJ Antoine vs. Mad Mark                                                |
| 2013 | Dance for FreedomSKPV Street Parade 2013                     | — | — | CH35 (1 Wo.)CH | Erstveröffentlichung: 16. August 2013                                                                               |
| 2014 | MiraclesSKV –                                                | — | AT68 (1 Wo.)AT | CH17 (3 Wo.)CH | Erstveröffentlichung: 14. Februar 2014 mit Mike Candys                                                              |
| 2014 | Summer Nights in BrazilSKPV Hopp Schwiiz! 2014               | — | — | CH4 (6 Wo.)CH | Erstveröffentlichung: 23. Mai 2014 Mr. Da-Nos & The Product G&B feat. Maury                                         |

### Autorenbeteiligungen und Produktionen
| Jahr | Titel Album                                 | Höchstplatzierung, Gesamtwochen, AuszeichnungChartplatzierungen (Jahr, Titel, Album, Platzierungen, Wochen, Auszeichnungen, Anmerkungen) | Höchstplatzierung, Gesamtwochen, AuszeichnungChartplatzierungen (Jahr, Titel, Album, Platzierungen, Wochen, Auszeichnungen, Anmerkungen) | Höchstplatzierung, Gesamtwochen, AuszeichnungChartplatzierungen (Jahr, Titel, Album, Platzierungen, Wochen, Auszeichnungen, Anmerkungen) | Anmerkungen                                                                   |
| Jahr | Titel Album                                 | DE | AT | CH | Anmerkungen                                                                   |
| ---- | ------------------------------------------- | --- | --- | --- | ----------------------------------------------------------------------------- |
| 2000 | Ich wär so gernSK Natacha                   | — | — | CH36 (4 Wo.)CH | Erstveröffentlichung: 3. März 2000 mit Natacha                                |
| 2002 | SorrySVP Sorry                              | — | — | CH27 (15 Wo.)CH | Erstveröffentlichung: 3. September 2002 mit Natacha                           |
| 2007 | Simply IrresistibleSK –                     | — | — | CH24 (6 Wo.)CH | Erstveröffentlichung: 11. Mai 2007 mit Katy Winter                            |
| 2008 | ApologizeSK Stop!                           | — | — | CH16 (11 Wo.)CH | Erstveröffentlichung: 4. Juli 2007 mit DJ Antoine                             |
| 2011 | Save Your HeartSK No Superstar              | — | — | CH41 (8 Wo.)CH | Erstveröffentlichung: 10. April 2011 mit Remady & Manu-L                      |
| 2011 | The Way We AreSK The Original               | — | — | CH30 (14 Wo.)CH | Erstveröffentlichung: 19. Juni 2011 mit Remady & Manu-L                       |
| 2011 | Doing It RightSK The Original               | — | — | CH15 (5 Wo.)CH | Erstveröffentlichung: 17. August 2012 mit Remady & Manu-L feat. Amanda Wilson |
| 2011 | Higher GroundSK The Original                | — | — | CH28 (11 Wo.)CH | Erstveröffentlichung: 16. November 2012 mit Remady & Manu-L                   |
| 2011 | It’s So EasySKP The Original (2k13 Edition) | — | — | CH18 (7 Wo.)CH | nicht als Single veröffentlicht mit Remady & Manu-L                           |

### Weitere musikalische Beiträge
Solo
- 2007: Blame It On MeSKPV
- 2007: Catch Me I’m FallingSKPV
- 2007: If You Asked Me TwiceSKPV
- 2007: Lead To YouSKPV
- 2007: Nobody WinsSKPV
- 2007: Out Of The DarkSKPV
- 2007: Shattered DreamsSKPV
- 2007: Someone Like YouSKPV
- 2007: The Best Is Yet To ComeSKPV
- 2007: We Bleed The SameSKPV
- 2008: BabiesSKPV
- 2008: Bright New Bloody DaySKPV
- 2008: ChangesSKPV
- 2008: Enjoy The RideSKPV
- 2008: Mama’s Gone For GoodSKPV
- 2008: OhwellalrightSKPV
- 2008: Once Bitten Twice ShySKPV
- 2008: OnlineSKPV
- 2008: SailsSKPV

Mit No Religion
- 1997: SoulpilotSKV
- 1999: Light My Fire / HyperroomSKV
- 2001: Hells BellsSKV
- 2002: The BridgeSKV
- 2003: Tongueride E.PSKV
- 2004: FallingSKV
- 2004: VandaliaSKV

Mit Natacha
- 2000: Geheimi LiebiSK
- 2000: Grad uf das HerzSK
- 2000: GränzelosSK
- 2000: Liebe Chunnt und Liebe gehtSK
- 2000: New YorkSK
- 2000: Soho Grand HotelSK
- 2002: Gib niemals ufSKP
- 2002: Hüt isch dr TagSKP
- 2002: I liebe diSKP
- 2002: Irgendwie, irgendwo, irgendwennSKP
- 2002: KussSKP
- 2002: MängischSKP
- 2002: MariaSKP
- 2002: Niemer weisSKP
- 2002: Täich 7 mau naSKP
- 2004: Bärner GieleSK
- 2010: RockstarSK
- 2013: Schwinger GieleSK

Mit Tanisha
- 2001: Summer LoveSK
- 2001: Tell MeSK
- 2001: Wherever You May GoSK
- 2001: Different Kind of GirlSK

Mit Jaybee
- 2005: GletscherSKP
- 2005: SännebuebSKP
- 2005: Say You WillSKP
- 2005: The YodelerSKP
- 2005: Das Füür vo dä SehnsuchtSKP (feat. Appenzeller Sängerfreunde)
- 2005: NeuanfangSKP (feat. Deshayla & Sandman)
- 2005: W.Nuss vo BümplizSKP (feat. George)
- 2005: LandeiSKP (feat. Katharina Michel)
- 2005: Tanz mit mirSKP (feat. Katharina Michel)
- 2005: FreedomSKP (feat. Sandee)
- 2005: Wir sind SchweizerSKP (feat. Sandman)
- 2012: EverybodySKP (feat. Stephan Davis & Maury)
- 2013: Mon bijouSKV (feat. Maury)

Mit Remady
- 2010: I’ll Be There For YouSKP (feat. Manu-L)
- 2010: ShineSK (feat. Manu-L)
- 2010: You & MeSKP (feat. Manu-L)
- 2011: I FeelSKV (mit DJ Antoine & Mad Mark)
- 2012: On Fire TonightSK (mit Manu-L)
- 2012: Already YoursSKV (mit Manu-L feat. Ceekay Jones)
- 2012: Move It Like ThisSK (mit Manu-L feat. MC Neat)
- 2012: Est-ce que vous êtes chaudSK (mit Manu-L feat. Stress)
- 2012: Lift Me UptSK (mit Manu-L vs. Nikolaz & Gant)
- 2012: In EwigkeitSK (feat. W.I.R.)

Mit George
- 2010: I ha’s immer gwüsst!SK
- 2012: Arm aber glücklichSKP
- 2012: Blibe wieni biSKP
- 2012: Blondi FeeSKP
- 2012: Chind vor FreiheitSKP
- 2012: Chline SuperstarSKP
- 2012: Es isch besser soSKP
- 2012: Nachtzug uf BerlinSKP
- 2012: TroumschiffSKP
- 2012: WinterschlafSKP
- 2012: FeiglingSKP (feat. Heidy Suter)
- 2013: Bösi BuebeSKP (feat. Christian-Stucki, Florian Gnaegi & Fredy-Burger)

Mit DJ Antoine
- 2011: Live It AliveSK (vs. Mad Mark & Scotty G)
- 2011: I FeelSKV (mit Mad Mark & Remady)
- 2011: Bleu infiniSKV (vs. Mad Mark feat. Michael von der Heide)
- 2012: Life’s A BitchSKV (vs. Mad Mark)
- 2012: Such A ClichéSK (vs. Mad Mark)
- 2012: When The Rain Has GoneSKV (vs. Mad Mark)
- 2013: All I Live ForSKV (vs. Mad Mark & FlameMakers)
- 2013: Hello RomanceSKV

Mit Mr. Da-Nos
- 2012: Feel The LightSKP
- 2012: I Am SomebodySKPV
- 2012: Rhythm Of The NightSKPV
- 2012: I Can’t Get EnoughSKPV (feat. MC Yankoo)
- 2013: Hold OnSKPV
- 2013: All I Wanna DoSKPV (feat. Maury)
- 2013: OverdozeSKPV (feat. Maury)
- 2013: Move It UpSKP (feat. Natalia)

Mit Takasa
- 2013: Walk With MeSK (mit Armée du Salut)
- 2013: Heaven On EarthSK (mit Ejército de Salvación)
- 2013: If You BelieveSK (mit Üdvhadsereg)

Weitere Beiträge
- 2006: Arrival – Don’t Wanna KnowSK
- 2007: Rolf Imhof – Freakin’SKV
- 2007: Sandee – DrueberiSK
- 2008: Caroline Chevin – Could Have Let Me KnowSK
- 2009: Clouseau – Waar op deze wereldSK
- 2009: Sandee – Es isch so liechtSK
- 2010: Michael von der Heide – JessicaP
- 2010: ZiBBZ – WWW.AAH!SK
- 2011: Edo Zanki – Ein neuer TagSK
- 2011: Michael von der Heide – LidoSK
- 2011: QL – FerieSK
- 2013: Manian – CinderellaSKV (feat. Maury)
- 2013: Udo – De zon, de zonSKP
- 2013: B-Case – Big SpenderSKPV
- 2014: Bodybangers – My Heart Goes BoomSKV (feat. Maury & Flo Rida)

## Statistik

### Chartauswertung
|                       | DE    | AT    | CH     |
| --------------------- | ----- | ----- | ------ |
| Nummer-eins-Singles   | DE—DE | AT—AT | CH—CH  |
| Top-10-Singles        | DE1DE | AT1AT | CH3CH  |
| Singles in den Charts | DE3DE | AT2AT | CH13CH |

### Auszeichnungen für Musikverkäufe
Anmerkung: Auszeichnungen in Ländern aus den Charttabellen bzw. Chartboxen sind in ebendiesen zu finden.
| Land/RegionAuszeichnungen für Musikverkäufe (Land/Region, Auszeichnungen, Verkäufe, Quellen) | Gold | Platin     | Verkäufe | Quellen           |
| -------------------------------------------------------------------------------------------- | ---- | ---------- | -------- | ----------------- |
| Deutschland (BVMI)                                                                           | —    | Platin1    | 300.000  | musikindustrie.de |
| Schweiz (IFPI)                                                                               | —    | 4× Platin4 | 120.000  | hitparade.ch      |
| Insgesamt                                                                                    | —    | 5× Platin5 |          |                   |